# Gmina Vormsi
Gmina Vormsi (est. Vormsi vald) – gmina wiejska w Estonii, w prowincji Lääne.
W skład gminy wchodzi:
- 14 wsi: Borrby, Diby, Fällarna, Förby, Hosby, Hullo, Kersleti, Norrby, Rälby, Rumpo, Saxby, Sviby, Söderby, Suuremõisa[1].